# Estação São Gabriel
A Estação São Gabriel do Metrô de Belo Horizonte está localizada no entroncamento entre as Avenidas Cristiano Machado, Risoleta Neves (Via 240) e o Anel Rodoviário Américo Renê Gianetti, no bairro homônimo na região Nordeste de Belo Horizonte. É um terminal de transporte coletivo intermodal classificado como de grande porte, integrando o metrô, o corredor Move Cristiano Machado (BRT) e várias outras linhas de ônibus alimentadoras das regiões Região Nordeste de Belo Horizonte e Região Norte de Belo Horizonte de Belo Horizonte, além de seis municípios do vetor Norte/Leste da Região Metropolitana de Belo Horizonte.
A estação de metrô foi a primeira a ser inaugurada em janeiro de 2002, juntamente com os terminais de ônibus alimentadores. Os terminais do BRT/Move só foram inaugurados e começaram a operar em setembro de 2014.
A estação é a 2ª mais movimentada do Metrô BH, atrás apenas da Estação Eldorado.

## Estrutura

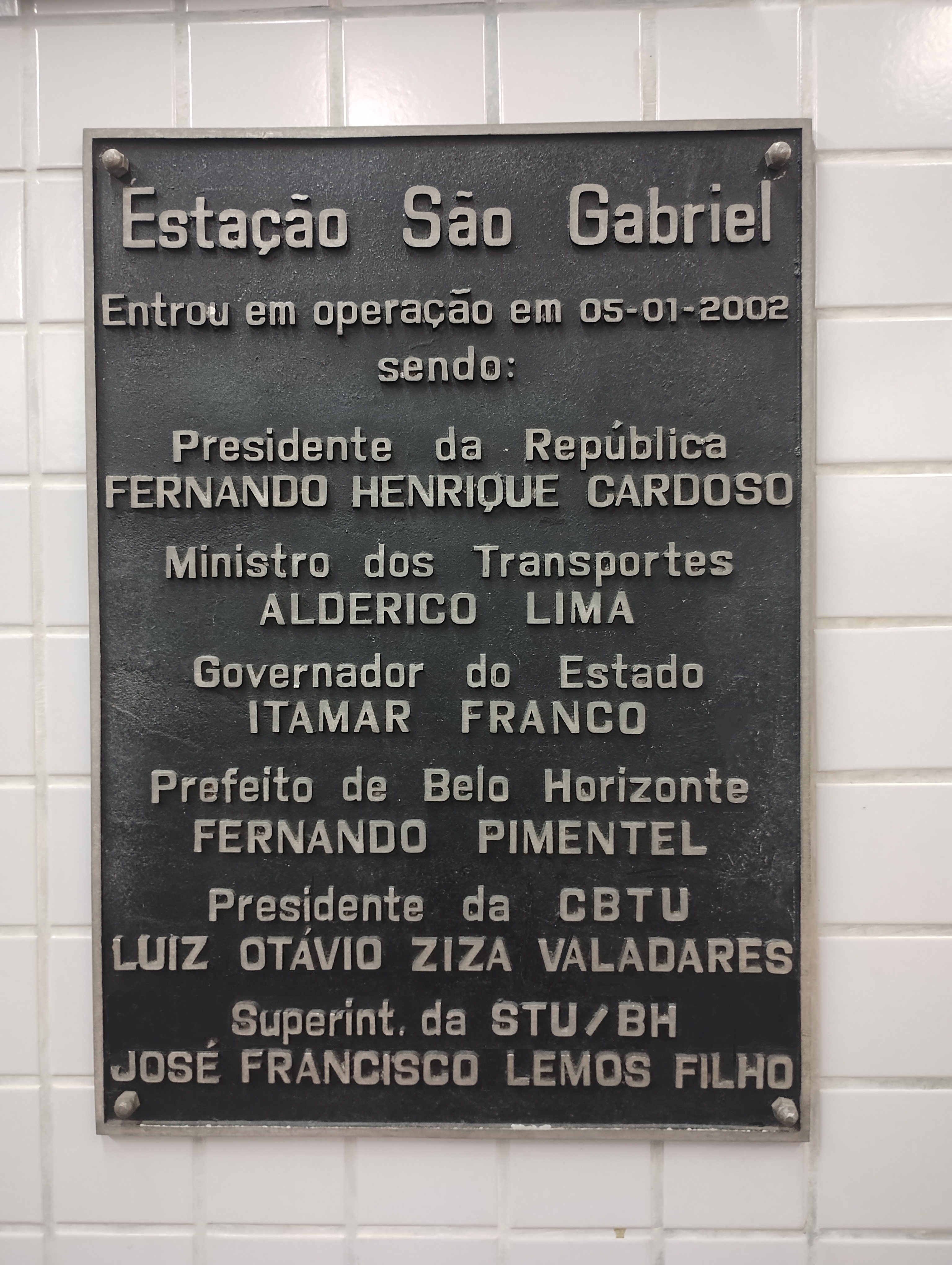
Placa de inauguração da Estação São Gabriel do Metrô.

Concebida majoritariamente em alvenaria e artefatos de concreto pré-moldado, a estação conta com piso mezanino principal e plataformas de embarque e desembarque dispostas lateralmente. Conta com escadas fixas e escadas rolantes em cada extremidade, além de elevadores para usuários com mobilidade reduzida. O acesso à estação é feito por passarelas.

## Nova Rodoviária de BH
Em 2009, a Prefeitura de Belo Horizonte anunciou o local de construção da nova Rodoviária de Belo Horizonte, ao lado da Estação São Gabriel, sendo que os dois terminais seriam integrados. A previsão era que em julho de 2012 iniciasse a construção e ao final de 2013 a operação começasse. Com a inauguração da Rodoviária, a estimativa era de aumento do movimento da Estação de 60 para 100 mil passageiros/dia.[carece de informações] No ano de 2012, algumas linhas interestaduais partiam do setor oeste da Estação para cidades de Minas Gerais e outras regiões do Brasil durante feriados em que havia muita saída de Belo Horizonte, especialmente no carnaval. Essas linhas tinham o objetivo de retirar parte do tráfego da atual rodoviária e, consequentemente, da área central.